# Dicranomyia sanctaehelenae
Dicranomyia sanctaehelenae är en tvåvingeart som först beskrevs av Alexander 1962.  Dicranomyia sanctaehelenae ingår i släktet Dicranomyia och familjen småharkrankar. Inga underarter finns listade i Catalogue of Life.